# 艾達瑞安
艾達瑞安·泰爾康泰（昆雅語：Eldarion Telcontar，其中Eldarion為「艾爾達之子」或「艾爾達的后裔」）是托爾金小說《魔戒》中的虛構人物，他是亞玟與亞拉岡的獨生兒子，出生於第四紀元的第20年左右，如果和其父享年接近的話，應該死於該紀元的220年左右。在父親死後艾達瑞安成為重聯王國的第二位國王。據記載，他至少還有2個姐妹，他有著邁雅、精靈王室，人類王室的血統。
艾達瑞安是精灵王室和伊甸人的后裔，这之中包括了精灵的三大宗主王的王室和伊甸三大領主家族。他是爱隆的外孙，外祖母则是凯勒布理安，所以他是凯兰崔尔的外曾孙。他还是努曼诺尔人祖先，航海家埃兰迪尔的後裔(艾達瑞安的父母兩系都是埃蘭迪爾的後裔)。
他的统治时期，王室紀錄官（或是国王的文书）是芬德吉尔。第四纪元172年，現今完整的一份的抄本，可能是在皮瑞格林·圖克的曾孫的要求下完成。大乡绅之书本身是西境红皮书的最完整抄本，在其中比尔博·巴金斯，佛罗多·巴金斯和山姆衛斯·詹吉紀錄了自己的冒險經歷。在托爾金著作的脈絡中，領主之書就是我們所熟知的《魔戒》、《哈比人》和《精靈寶鑽》故事的原始資源。由芬德吉爾制作的抄本被带回夏尔，由圖克家族的首領保管，夏爾的領主将其存放在大斯麦尔斯当中。
托爾金曾一度打算撰寫《魔戒》的續集「新的陰影」，講述艾達瑞安統治時期發生的事，但後來放棄了。

## 改編描述
在電影《魔戒三部曲：王者再臨》中，亞玟本來準備隨精靈們離開中土大陸和亞拉岡的时候，看到了一個小男孩的幻像，于是改變主意留了下來。這個小男孩應該就是艾達瑞安。但托爾金的書中却没有這樣的描寫。

## 外部連結
- Encyclopedia of Arda page on Eldarion （页面存档备份，存于）
- The Argonath article on Eldarion （页面存档备份，存于）
- Ardapedia article on Eldarion
- Complete Chronology of Arnor and Gondor

| 前任： 伊力薩·泰爾康泰 | 重聯王國國王 第4紀120年－第四紀220年 | 继任： 未知 |